# Chutney
Chutney (cũng được gọi là chatney hay chatni) là một món ăn truyền thống của nền ẩm thực Nam Á, thường bao gồm các loại rau củ, gia vị, và/hoặc hoa quả trộn lẫn với nhau. Chutney rất đa dạng về thành phần cũng như công thức chế biến.
Chutneys có dạng khô hoặc ướt, và từ các thành phần thô có thế trộn lẫn để được món hoàn chỉnh. Theo tiếng Ấn Độ, chutney được sử dụng nhằm chỉ sự tươi ngon cũng như chỉ các loại rau quả ngâm muối hay các loại mứt ngọt. Tuy nhiên,trong một vài ngôn ngữ khác tại Ấn Độ, chutney chỉ được sử dụng để chỉ hoa quả tươi. Một từ khác achār (Hindi: अचार) được dùng để chỉ các loại hoa quả ngâm chứ nhiều dầu và ít ngọt. Giấm, me, cam quýt và nước chanh thường được dùng như chất lên men tự nhiên, hoặc sự lên men nhờ muối cũng hay được dùng nhằm tạo acid. 
Chutney rất phổ biến trong thế giới ẩm thực. Chutney thường được dùng đi kèm với các bữa ăn nhằm gia tăng hương vị. Tại Việt Nam, một nền ẩm thực vô cùng phong phú, chúng ta cũng có những loại "chutney" cho riêng mình như dưa muối, cà muối, [[kiệu ngâm]],... Và cũng tương tự như những món muối của chúng ta, chutney có thể ăn kèm với rất nhiều các loại đồ ăn khác nhau.
Theo truyền thống, chutney được dằm nhuyễn nhờ chày và cối được làm từ đá hoặc ammikkal (tiếng Tamil, chỉ một dụng cụ để cán hay giã nhỏ). Gia vị sau đó được cho vào giã cùng, thường theo một thứ tự nhất định. Các loại rau quả trước tiên được "xào" (sauteed) qua cùng với dầu thực vật, thường là dầu vừng hoặc dầu lạc. Ngày nay, với sự trợ giúp của cộng nghệ, các loại cối đá dần được thay thế bởi máy xay hay các dây chuyền chế biến thực phẩm công nghiệp.

## Các loại chutney
Chutney được chế biến nhờ sự trộn lẫn các loại rau củ quả, thảo mộc và gia vị. Chutney thường được chia thành loại ngọt và loại nóng, cả hai loại này đều chứa nhiều gia vị, thường có ớt tuy nhiên khác nhau bởi các loại gia vị tạo nên hương vị chính. Các loại chutney và công thức chế biến rất đa dạng và phổ biến tại Pakistan và Ấn Độ.
Các loại chutney:
- Chutney rau mùi (Coriander chutney)
- Chutney ớt (Capsicum chutney)
- Chutney bạc hà. Chutney rau mùi và chutney bạc hà thường được gọi chung là hari chutney, hari theo tiếng Hindi nghĩa là "xanh")
- Chutney me (Tamarind chutney hay Imli chutney), còn được gọi là meethi chutney, meethi tiếng Hindi nghĩa là "ngọt")
- Sooth chutney, được tạo bởi chà là và gừng
- Chutney dừa
- Chutney hành
- Chutney mận
- Chutney cà chua
- Chutney ớt đỏ
- Chutney ớt xanh
- Chutney xoài, được làm từ xoài xanh
- Chutney chanh xanh, làm từ chanh cả vỏ
- Chutney tỏi, làm từ tỏi tươi, dừa và dầu lạc
- Chutney dahi
- Chutney cà chua xanh, phổ biến tại Anh với cà chua cả vỏ
- Chutney dhaniya pudina, hay còn gọi là chutney rau mùi và lá bạc hà
- Chutney lạc (shengdana chutney trong tiếng Marathi)
- Chutney gừng, thường được ăn cùng dosa (một loại bánh gần giống bánh crepe
- Chutney sữa chua, được chế biến đơn giản nhờ trộn sữa chua, bột ớt, muối và ăn kèm với nhiều loại thức ăn.
- Chutney hành cà chua
- Blatjang, thường được sử dụng tại Nam Phi, một loại chutney ngọt thường được chế biến từ quả mơ
- Major Grey’s Chutney là một loại chutney ngọt và cay phổ biến tại Anh và Mỹ. Công thức được phát minh bởi một người lính Anh đóng quân tại Ấn Độ thế kỷ 19. Nguyên liệu chính bao gồm xoài, nho khô, giấm, nước chanh xanh, hành, me, đường và các loại gia vị khác. Có nhiều công ty chế biến loại chutney này nằm ở Anh, Mỹ và Ấn Độ.

Chutney theo phong cách phương Tây thường sử dụng các loại quả, giấm và đường, các giai đoạn chế biến được rút ngắn nhằm tăng thêm hương vị.
Gia vị thường được sử dụng trong chutney bao gồm rau mùi, cỏ cà ri, thì là và hoa tán (asafoetida - hing)